# Chiodos
Chiodos é uma banda de post-hardcore formada em 2001 em Davison, Michigan. Originalmente conhecido como "O Chiodos Bros.", o nome da banda era um aceno a diretores como o Stephen, Charles, e Edward Chiodo, responsável por filmes como Killer Klowns de Espaço Exterior. O segundo álbum, Bone Palace Ballet, foi realizado na América do Norte no dia 4 de setembro de 2007 e debutou a faixa número 5 no Billboard 200 e número 1 no Top Independent Albums. A data de lançamento internacional do álbum foi 24 de setembro de 2007. No final de 2009 Craig Owens foi "demitido" da banda por não se dedicar o suficiente à banda, devido a seus projetos solo.

## História

### Começo da banda e o álbumAll's Well That Ends Well
Os membros originais do Chiodos (sob o nome The Chiodos Bros) montaram a banda enquanto freqüentava a escola em sua cidade natal de Davison, MI, um subúrbio de Flint. All's well that Ends Well (Equal Vision Records) foi lançado em 26 de julho de 2005. Chegou a ser 3° lugar no Billboard Top Heatseekers e 164° na Billboard 200 [9].

### Bone Palace Ballete a saída de Craig Owens
Antes de tocar no tour "Invisible Sideshow", organizado pela Alternativa Press em 2006 que tinha como banda principal Armor for Sleep, os irmãos apenas organizavam shows independentes. Na sequência dessa visita, eles apoiaram Matchbook Romance no evento "Take Action" tour organizado pela SubCity, na primavera de 2006. No outono de 2006, Chiodos apareceu na World Championship Tour organizado por Atreyu, ao lado de From First to Last e Every Time I Die, bem como "3" e "36 Crazyfists". Chiodos excursionou ao lado de Linkin Park e Coheed and Cambria no início de 2008.A banda também excursionou com o Nine Inch Nails e Alice in Chains, na Austrália durante o início de 2009.
Eles tocaram no Warped Tour 2009 no palco principal ao lado de bandas como The Devil Wears Prada, Bad Religion, Silverstein, Saosin e Underoath.
Em 24 de setembro de 2009 a banda anunciou na sua página no MySpace que eles "deixaram Craig Owens ir", vocalista e criador dos Chiodos Bros. (não se sabe exatamente os motivos, como visto no texto a seguir, mas pareceu uma "demissão" por não se dedicar à banda fazendo projetos paralelos).}}
Pessoas próximas à banda estavam aparentemente conscientes da tensão entre Owens e os outros membros, mas no dia seguinte a este anúncio, chocaram-se com a demissão, e a curiosidade sobre como Chiodos prosseguiria sem Owens como "a cara da banda". Dois dias depois da declaração oficial, Owens fez sua própria declaração oficial a um pequeno grupo de fãs para mencionar que ele estava chateado, magoado e frustrado pelo evento e que ele não tinha certeza do que ele planejava fazer sobre a sua carreira musical no futuro imediato.

### Novo álbum e Brandon Bolmer
Em 1 de fevereiro de 2010, a banda anunciou em seu MySpace que está pronto para gravar seu terceiro álbum com o produtor aclamado, Machine (Lamb Of God, Every Time I Die, Cobra Starship), este mês. "Entrando no estúdio com Bell serão membros Jason Hale (guitarra), Pat McManaman (guitarra), Matt Goddard (baixo), e um baterista recentemente adicionados, Tanner Wayne (ex-Underminded, ex-Scary Kids Scarying Kids). Para a momento, a banda optou por manter a sua selecção frontman um mistério até música nova está disponível, mas sentir-se "muito confiante em sua decisão."
A banda planeja manter a identidade do seu novo vocalista em segredo até seu desempenho no Bamboozle esquerda, mas em 2 de fevereiro de 2010 Alternative Press relatou que ontem ex-vocalista Brandon Bolmer Rising era o novo vocalista. Bolmer revelou mais tarde a AP que ele era o vocalista Chiodos novo e ele já não seria uma parte de Yesterday's Rising.
In the May issue of Alternative Press the band stated they and Derrick Frost parted ways at the time due to his and Craig Owens inability to get along. The band let Frost go over Owens, and only months later let Owens go. They also stated they had considered bringing Frost back.
On June 9, a demo featuring Owens on vocals was leaked onto the internet, named "Thermacare". The demo was recorded in September, just before Owens parted ways from the band. Craig has since stated on his twitter account that the song will be released under his yet unnamed band, possibly with a new title.

## Membros

### Membros atuais
- Craig Owens  - vocal
- Bradley Bell - teclado
- Pat McManaman - guitarra
- Matt Goddard - baixo
- Thomas Erak - guitarra

### Ex-membros
- Derrick Frost - bateria
- Thomas Erak -  guitarra

## Discografia
- The Best Way To Ruin Your Life (2002)
- The Heartless Control Everything (2003)
- All's Well That Ends Well (2005)
- Bone Palace Ballet (2007)
- Illuminaudio (2010)
- Devil (2014)

### Singles
| Ano  | Título                                          | Posições nas paradas | Posições nas paradas | Posições nas paradas | Álbum                     |
| Ano  | Título                                          | US Hot 100           | US Modern Rock       | US Mainstream Rock   | Álbum                     |
| ---- | ----------------------------------------------- | -------------------- | -------------------- | -------------------- | ------------------------- |
| 2005 | "All Nereids Beware"                            |                      |                      |                      | All's Well That Ends Well |
| 2005 | "One Day Women Will All Become Monsters"        |                      |                      |                      | All's Well That Ends Well |
| 2006 | "Baby, You Wouldn't Last a Minute on the Creek" |                      |                      |                      | All's Well That Ends Well |
| 2007 | "The Words 'Best Friend' Become Redefined"      |                      |                      |                      | All's Well That Ends Well |
| 2007 | "Lexington (Joey Pea-Pot with a Monkey Face)"   |                      |                      |                      | Bone Palace Ballet        |